# Војислав Срзентић
Војислав Војо Срзентић (Сотонићи, код Вирпазара, 21. јун 1934), друштвено-политички радник СФР Југославије и СР Црне Горе.

## Биографија
Рођен је 21. јуна 1934. године у Сотонићима код Вирпазара. Завршио је Економски факултет. Члан Комунистичке партије Југославије постао је 1952. године. 
Обављао је бројне одговорне друштвено-политичке и државничке функције у СР Црној Гори и СФР Југославији. 
- Предсједник Савеза студената Економског факултета и члан Универзитетског одбора савеза студената Београдског Универзитета
- Предсједник Централног комитета Народне омладине Црне Горе (1960—1963) и члан Централног комитета Народне омладине Југославије
- Посланик Скупштине СР Црне Горе; Предсједник Одбора за план, финансије и буџет; Предсједник организационе комисије ЦК СК Црне Горе (1963)
- Предсједник Скупштине Општине Бар (1964—1967)
- Члан Централног комитета и Извршног комитета Централног Комитета СК Црне Горе (1967—1969)
- Секретар Извршног комитета Централног комитета СК Црне Горе (1969—1974)
- Члан Предсједништва Централног комитета и секретар Извршног комитета Централног комитета СК Југославије (1974—1978)
- Члан Централног комитета СК Југославије (1978—1986)
- Предсједник Комисије ЦК за развој и кадровску политику (1982)
- Предсједник Централног комитета СК Црне Горе (1977—1982)
- Посланик у Скупштини СФРЈ (1982—1989)
- Предсједник Скупштине СФРЈ (1983—1984)
- Предсједник Одбора за економске односе са иностранством Скупштине СФРЈ (1985—1986)
- Предсједник Савјета за привредни развој и економску политику СФРЈ (1986—1991)

Из политичког живота повукао се 1991. године.